# Przegląd Lekarski - Oświęcim
Przegląd Lekarski - Oświęcim – periodyk wydawany przez Towarzystwo Lekarskie Krakowskie. Wydawnictwo uchodzące za najpoważniejsze w skali światowej źródło wiedzy na temat medycznych, psychologicznych i społecznych skutków uwięzienia w obozach koncentracyjnych (tzw. Syndrom KZ, zespół choroby poobozowej). W latach 1961–1991 w 31 tomach czasopisma „Przegląd Lekarski” opublikowano ok. 1050 prac 477 autorów, w tym 34 autorów zagranicznych (7,2 tys. dwuszpaltowych stron druku). Praca była dwukrotnie nominowana do pokojowej Nagrody Nobla.

## Historia przedsięwzięcia
Projekt wydawnictwa przedstawili na początku lat 60. XX w. dwaj byli więźniowie – Antoni Kępiński (1918–1972, obóz w Miranda de Ebro, Hiszpania) i Stanisław Kłodziński (1918–1990; Auschwitz-Birkenau). Praca została wykonana społecznie przez kilkuset autorów. Koszty druku finansował Urząd Miasta Krakowa. Jako redaktorzy „Przeglądu Lekarskiego – Oświęcim” wymieniani są przede wszystkim Józef Bogusz (przewodniczący zespołu redakcyjnego, kierownik I Katedry i Kliniki Chirurgicznej krakowskiej Akademii Medycznej), red. Jan Masłowski i prof. Zdzisław  Ryn.
Towarzystwo Lekarskie Krakowskie wydało antologię w języku angielskim w roku 2005 (red. Z. J. Ryn).  
Postępy prac nad antologią były omawiane w Krakowie w czasie corocznych tzw. akademii oświęcimskich,
organizowanych w końcu stycznia początkowo w sali wykładowej Instytutu Chemii Akademii Medycznej, a później w Filharmonii Krakowskiej. Spotkania – połączone z koncertami lub programami muzyczno-recytatorskimi – wykorzystywano jako okazję do promocji kolejnych Zeszytów. 
Pismo przez lata było trudno dostępne. Od października 2017 roku wszystkie wydania "Przeglądu Lekarskiego" (31 tomów) dostępne są na stronie internetowej stworzonej przez Towarzystwo Lekarskie Krakowskie i wydawnictwo Medycyna Praktyczna. Witryna, oprócz wszystkich wydań pisma, zawiera wybrane artykuły w wersji angielskiej, a także tom z 1962 roku w trzech wersjach językowych (niemieckiej, francuskiej i rosyjskiej). W chwili obecnej trwają dalsze prace nad przekładem, z języka polskiego na język angielski, kolejnych artykułów pierwotnie opublikowanych w periodyku, a następnie udostępnieniem ich szerokiej opinii publicznej. 

## Długotrwałe skutki syndromu poobozowego
Według prof. Zdzisława Ryna – jednego z twórców „Zeszytów Oświęcimskich” – skutki syndromu ZK są bardzo długotrwałe. W swojej relacji z uroczystości zorganizowanej z okazji 66. rocznicy wyzwolenia obozu Auschwitz-Birkenau napisał: 

…choroba poobozowa ma charakter przewlekły i postępujący, dotyka całego organizmu, a ponadto „dziedziczy się” na drugie pokolenie. Dzisiaj żyje już niewiele ofiar bezpośrednich, tych, którym los pozwolił przeżyć „fabrykę śmierci”. Po wojnie nie zaznali oni należnej opieki medycznej ani rehabilitacyjnej, rekompensaty materialne były symboliczne, ale zabrakło zwłaszcza rekompensaty moralnej. W jeszcze gorszej sytuacji znaleźli się tzw. Sybiracy, po zsyłkach do sowieckich gułagów. W tej kategorii pośrednich ofiar prześladowań politycznych znajduje się też wielka Rodzina Katyńska…

i stwierdził:

Dobrze się więc stało, że główny akcent 66. rocznicy wyzwolenia obozu Auschwitz-Birkenau w Towarzystwie Lekarskim Krakowskim dotyczył nie tyle aspektów medycznych, ile refleksji nad percepcją obozu przez żołnierzy Armii Radzieckiej wyzwalającej obóz oraz nad przesłaniem Auschwitz we współczesnym społeczeństwie niemieckim.